# Danbo

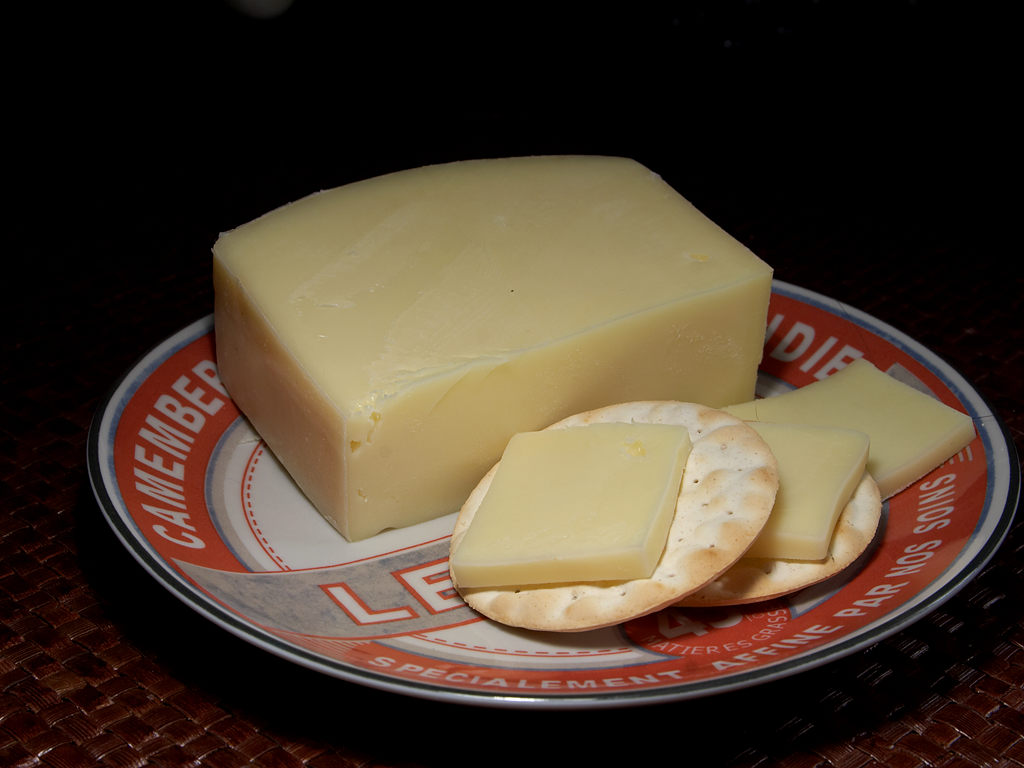
Danbo ost

Danbo är en halvmjuk, åldrad komjölkost från Danmark. Den har status som Skyddad ursprungsbeteckning enligt EU-lagstiftningen. Osten lagras i rektangulära block på 6 eller 9 kg, belagda med en bakteriekultur.